# Andrew Berenzweig
Andrew „Bubba“ Berenzweig (* 8. August 1977 in Arlington Heights, Illinois) ist ein ehemaliger US-amerikanischer Eishockeyspieler, der im Verlauf seiner aktiven Karriere zwischen 1995 und 2004 unter anderem für die 37 Spiele für die Nashville Predators in der National Hockey League (NHL) auf der Position des Verteidigers bestritten hat. Darüber hinaus absolvierte Berenzweig über 275 weitere Partien in der American Hockey League (AHL) und International Hockey League (IHL).

## Karriere
Berenzweig wechselte im Jahr von der High School an die University of Michigan und spielte dort vier Jahre lang für das Universitätsteam in der Central Collegiate Hockey Association, einer Division der National Collegiate Athletic Association. Binnen dieser Zeit gewann er mit dem Team zweimal die nationale Meisterschaft und wurde im NHL Entry Draft 1996 in der fünften Runde an 109. Stelle von den New York Islanders ausgewählt.
Für die Islanders kam der Verteidiger jedoch nie zum Einsatz, da sie ihn während seiner letzten Spielzeit an der Universität für ein Viertrunden-Wahlrecht im NHL Entry Draft 1999 zu den Nashville Predators abgegeben hatten. In der Organisation der Predators feierte Berenzweig im Verlauf der Saison 1999/2000 sein Profidebüt. Die folgenden vier Spielzeiten kam er hauptsächlich für Nashvilles Farmteam, die Milwaukee Admirals, in der International Hockey League und American Hockey League zum Einsatz. Er absolvierte jedoch auch 37 Partien in der National Hockey League in diesem Zeitraum. Im Februar 2003 wurde Berenzweig im Austausch für Jon Sim an die Dallas Stars abgegeben. Diese setzten ihn bis Dezember desselben Jahres in ihrem Farmteam, den Utah Grizzlies, ein, ehe sie ihn wegen Vertragsbruchs suspendierten. Die Stars waren Berenzweigs Wechselwunsch nicht nachgekommen und er hatte das Team daraufhin eigenmächtig verlassen. Weitere Spiele bestritt der Abwehrspieler in der Folge nicht.

## Erfolge und Auszeichnungen
| - 1996 NCAA-Division-I-Championship mit der University of Michigan - 1997 CCHA-Meisterschaft mit der University of Michigan - 1998 CCHA Second All-Star Team - 1998 NCAA-Division-I-Championship mit der University of Michigan | - 1998 NCAA Championship All-Tournament Team - 2000 Ken McKenzie Trophy - 2001 IHL Second All-Star Team - 2002 Teilnahme am AHL All-Star Classic |

## Karrierestatistik
(Legende zur Spielerstatistik: Sp oder GP = absolvierte Spiele; T oder G = erzielte Tore; V oder A = erzielte Assists; Pkt oder Pts = erzielte Scorerpunkte; SM oder PIM = erhaltene Strafminuten; +/− = Plus/Minus-Bilanz; PP = erzielte Überzahltore; SH = erzielte Unterzahltore; GW = erzielte Siegtore; 1 Play-downs/Relegation; Kursiv: Statistik nicht vollständig)